# Fábio de Jesus
Fábio de Jesus (nacido el 16 de octubre de 1976) es un exfutbolista brasileño que se desempeñaba como centrocampista.
Jugó para clubes como el Bonsucesso, Ponte Preta, Gamba Osaka, Flamengo, Shimizu S-Pulse, Santos, Internacional y Fluminense.

## Trayectoria

### Clubes
| Club            | País   | Año         |
| --------------- | ------ | ----------- |
| Bonsucesso      | Brasil | 1994 - 1997 |
| Ponte Preta     | Brasil | 1998 - 2001 |
| Gamba Osaka     | Japón  | 2002        |
| Flamengo        | Brasil | 2003        |
| Shimizu S-Pulse | Japón  | 2004        |
| Santos          | Brasil | 2004 - 2005 |
| Internacional   | Brasil | 2006        |
| Fluminense      | Brasil | 2007 - 2009 |